# 앤드리아 세비지

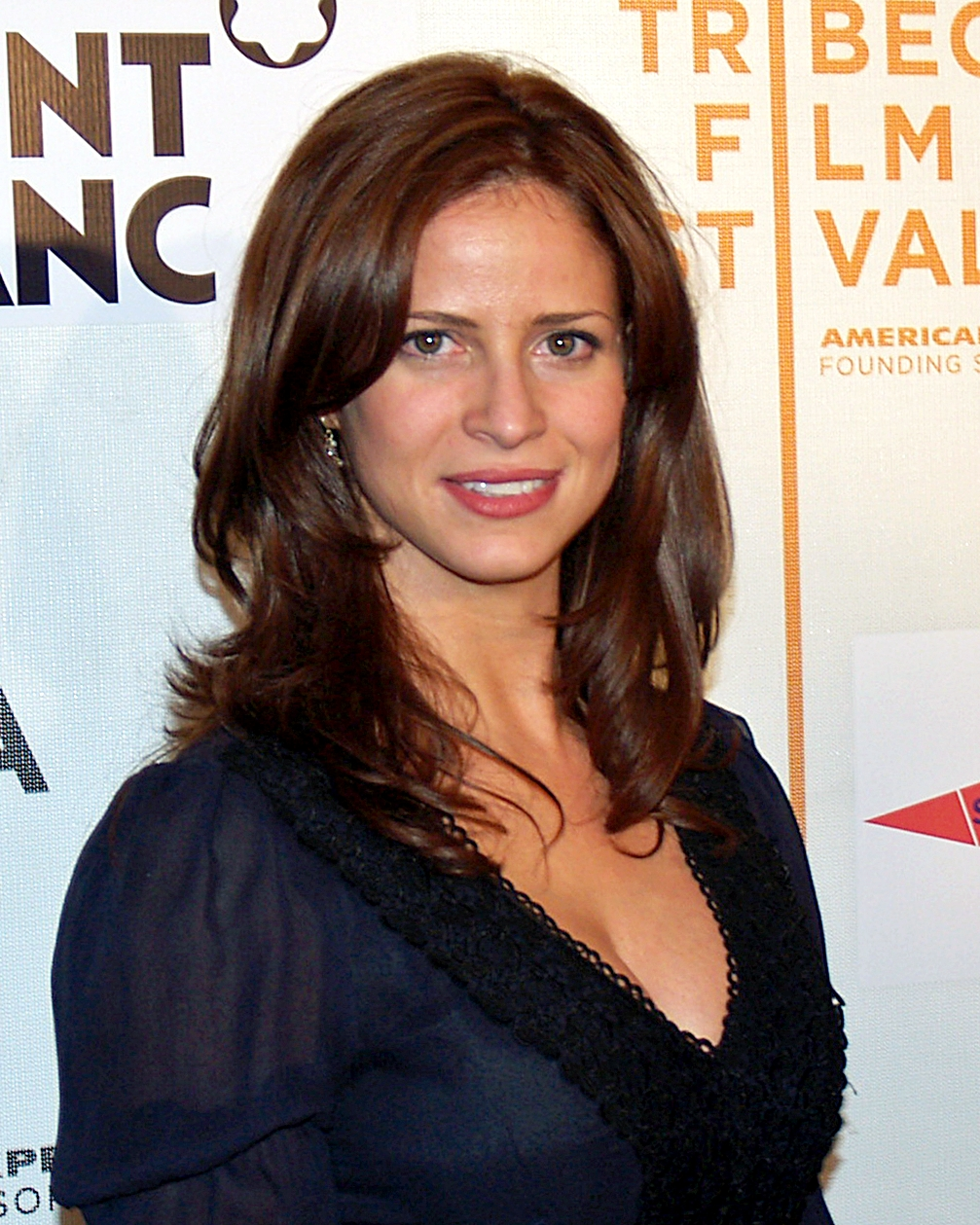
2007년 트라이베카 영화제에서

앤드리아 새비지(Andrea Savage, 1973년 2월 20일 ~ )는 미국의 배우, 각본가이다.
샌타모니카에서 태어났다.

## 출연 작품

### 영화
- 디너 게임 (2010)

### 텔레비전
- 에피소드 (2015-17)
- 털사 킹 (2022-현재)